# José Reyes (baseball)
Pour les articles homonymes, voir José Reyes et Reyes.
José Bernabe Reyes (né le 11 juin 1983 à Villa Gonzalez en République dominicaine) est un joueur d'arrêt-court de la Ligue majeure de baseball. 
Il compte 4 sélections au match des étoiles, remporte en 2011 le championnat des frappeurs de la Ligue nationale avec une moyenne au bâton de, 337 et gagne en 2006 un Bâton d'argent.

## Carrière

### Mets de New York

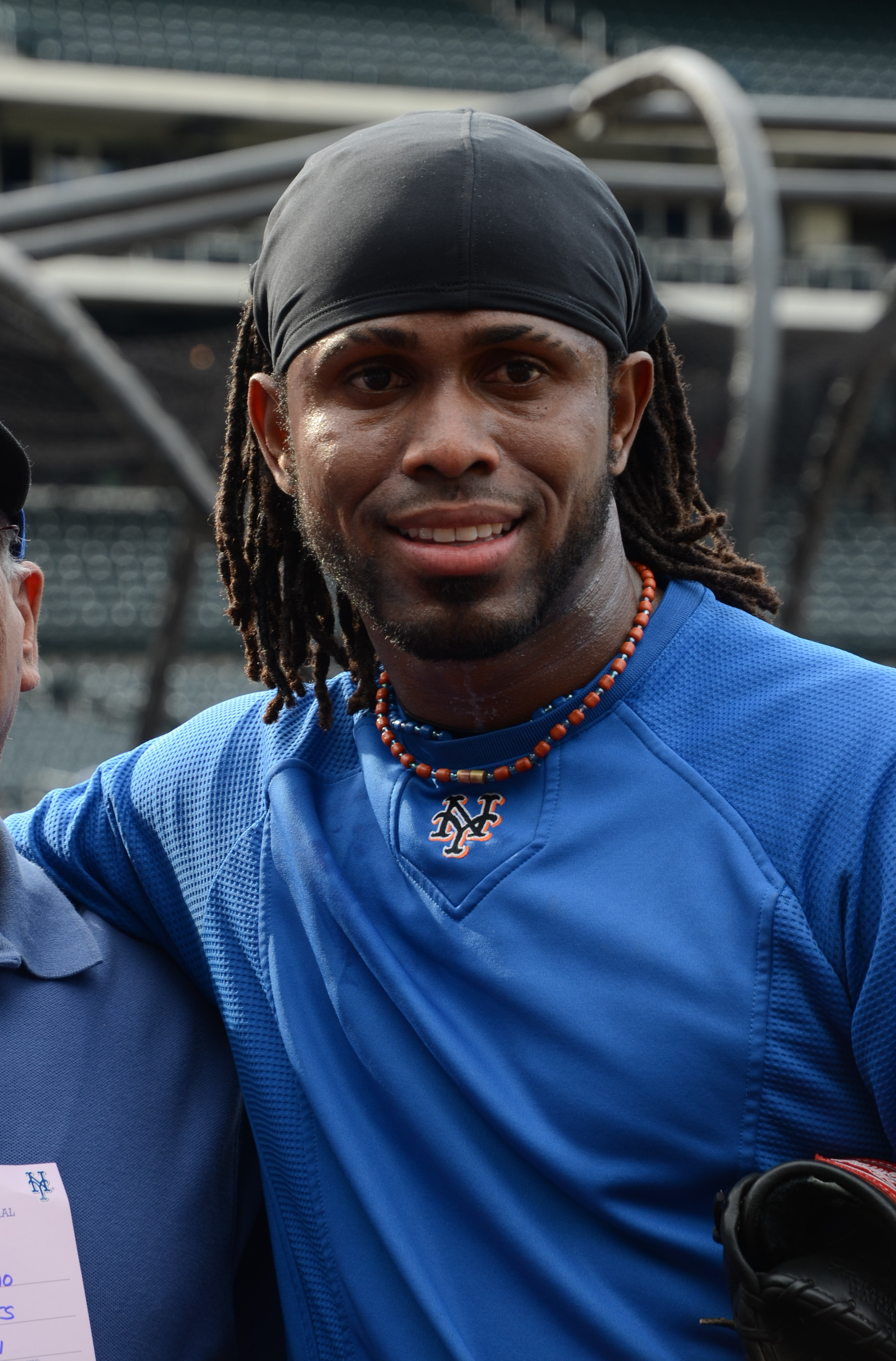
José Reyes en 2011 avec les Mets de New York.

Reyes est recruté le 16 août 1999 par les Mets de New York comme agent libre amateur. Il passe quatre saisons en Ligues mineures avant d'effectuer ses débuts en Ligue majeure le 10 juin 2003.
Il devient titulaire en 2005, jouant 161 des 162 matchs, pour 190 coups sûrs, 99 points et 60 buts volés. En 2006 il répète sa performance avec 194 coups sûrs et 122 points. Reyes mène la ligue deux fois d'affilée en buts volés, et mène la Ligue en 2007 avec 74 buts volés en 138 matchs il a déjà dépassé le total de Roger Cedeño qui avait volé 66 buts en 1999 avec les Mets. En carrière Reyes a une moyenne de 0,288 avec 52 triples, et a mené la ligue en 2005 et en 2006 avec 17 triples et en a 12 cette saison (Jimmy Rollins mène la ligue avec 17 triples.
Reyes a accédé aux séries éliminatoires en 2006 et a une moyenne de 0,250 avec 11 coups sûrs en 44 apparitions au bâton. Il n'a volé que 3 buts en 10 matchs.
En 2010, il reçoit un diagnostic d'hyperthyroïdie.
Il remporte en 2011 le championnat des frappeurs de la Ligue nationale avec une moyenne au bâton de, 337, devançant au fil d'arrivée Ryan Braun des Brewers de Milwaukee.

### Marlins de Miami
Devenu agent libre après la saison 2011, Reyes signe en décembre un contrat de six ans avec les Marlins de Miami. Il est le premier joueur des Marlins à frapper un coup sûr au Marlins Park lors de son inauguration officielle le 4 avril 2012 à Miami, brisant la tentative de match sans coup sûr de Kyle Lohse des Cardinals de Saint-Louis.
Du 13 juillet au 8 août 2012, Reyes connaît une séquence de 26 matchs consécutifs avec au moins un coup sûr. C'est la deuxième plus longue séquence du genre de l'histoire des Marlins à égalité avec celle d'Emilio Bonifacio en 2011 et derrière les 35 matchs de Luis Castillo en 2002.
Malgré un lent début (il ne frappe que pour, 220 au mois d'avril), Reyes connaît une bonne saison en 2012 avec sa nouvelle équipe, sans rééditer cependant les statistiques de sa dernière année avec les Mets. Il reste en santé toute la saison : il est en uniforme pour 160 matchs des Marlins et est le joueur de la Ligue nationale qui compte le plus de passages au bâton (716). Il frappe 184 coups sûrs pour une moyenne au bâton de, 287. Sa moyenne de présence sur les buts glisse de, 384 en 2011 à, 347. Il marque 86 points, en produit 57, frappe 11 circuits et vole 40 buts.

### Blue Jays de Toronto

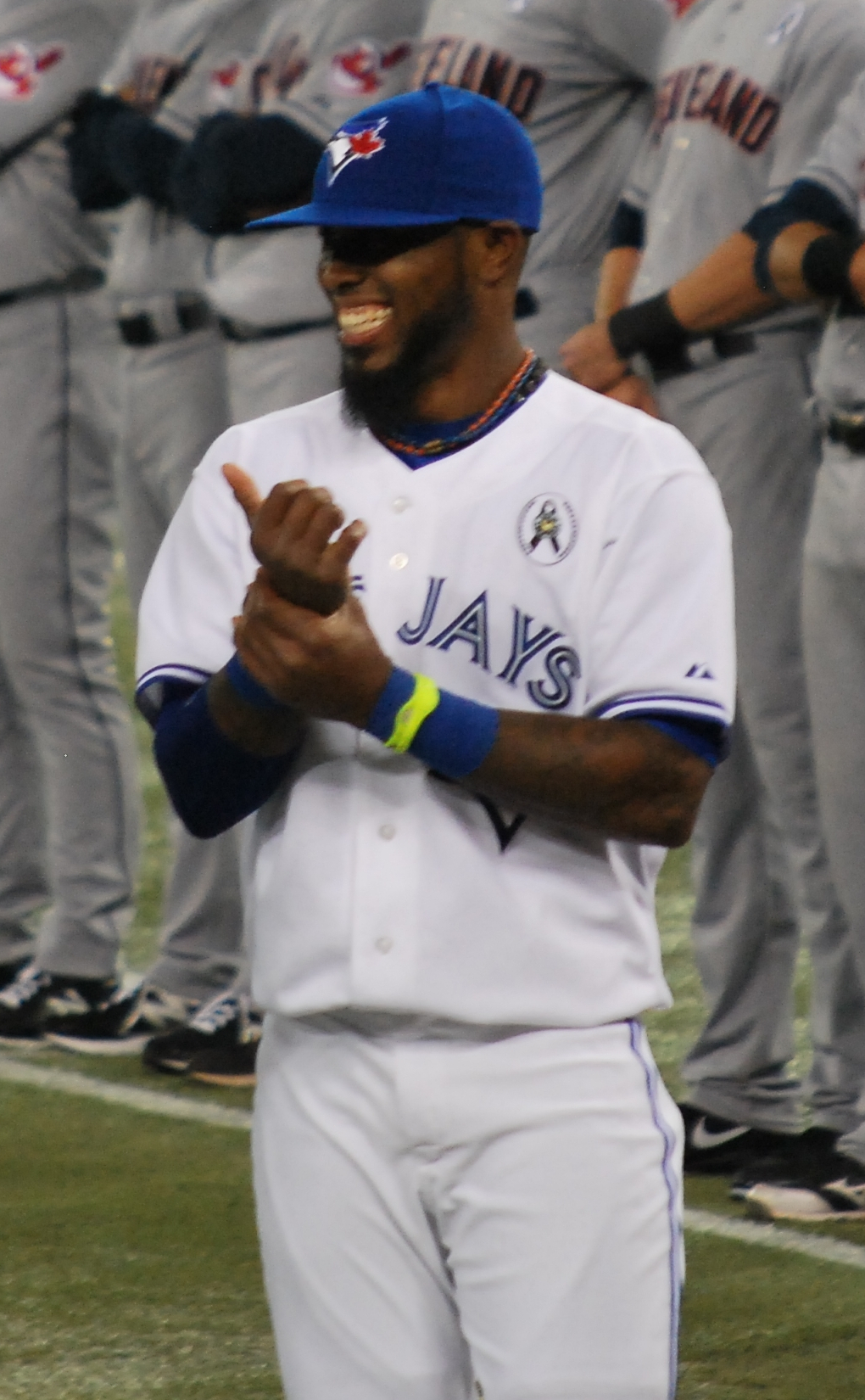
José Reyes en 2013 avec les Blue Jays de Toronto.

José Reyes est échangé aux Blue Jays de Toronto dans le cadre de la méga-transaction conclue par les Marlins le 19 novembre 2012. Il passe aux Jays avec le lanceur droitier Josh Johnson, le lanceur gaucher Mark Buerhle, le receveur John Buck et le joueur d'utilité Emilio Bonifacio en retour de l'arrêt-court Yunel Escobar, du voltigeur Jake Marisnick, du joueur d'avant-champ Adeiny Hechavarria, du receveur Jeff Mathis, des lanceurs droitiers Henderson Alvarez et Anthony DeSclafani et du lanceur gaucher Justin Nicolino.
Le 12 avril 2013, à sa 10e partie jouée pour les Blue Jays, Reyes se blesse à la cheville gauche en volant le deuxième but contre Kansas City. La blessure pourrait le tenir à l'écart du jeu jusqu'à trois mois. Il joue 93 matchs pour Toronto à sa première saison au Canada et maintient une moyenne au bâton de, 296 avec un pourcentage de présence sur les buts de, 353. Il frappe 10 circuits, vole 15 buts et pour la première fois de sa carrière ne réussit aucun triple.
En santé en 2014, Reyes dispute 143 des 162 matchs des Blue Jays et frappe pour, 287. Sa moyenne de présence sur les buts, sa plus basse depuis 2010, régresse cependant à, 328 Il réussit 175 coups sûrs dont 9 circuits et 4 triples, et vole 30 buts en seulement 32 essais.

### Rockies du Colorado
Le 28 juillet 2015, les Blue Jays de Toronto échangent Reyes, le releveur droitier Miguel Castro et les lanceurs droitiers des ligues mineures Jeff Hoffman et Jesus Tinoco aux Rockies du Colorado, en retour de l'arrêt-court étoile Troy Tulowitzki et du releveur droitier LaTroy Hawkins.

### Mets de New York
Le 25 juin 2016, Reyes signe un contrat avec les Mets de New York. 

## Problèmes judiciaires
Le 31 octobre 2015, José Reyes est arrêté par la police de Maui pour avoir présumément agressé son épouse dans un hôtel de Wailea, à Hawaii,. Le 24 novembre suivant, son avocat enregistre à Maui un plaidoyer de non culpabilité, le joueur faisant face à des accusations d'abus à l'endroit d'un membre de la famille. Reyes est le premier joueur du baseball majeur sous investigation, après l'adoption en août 2015 de la politique des Ligues majeures de baseball sur la violence domestique.
Le 23 février 2016, il est annoncé que Reyes ne se présentera pas à l'entraînement de printemps des Rockies du Colorado et est suspendu avec salaire par la Ligue majeure de baseball, en attendant la suite des procédures judiciaires pour décider d'ordonner ou non des sanctions plus sévères. Le procès de Reyes doit débuter le 4 avril 2016 à Hawaii.

## Palmarès
- Vainqueur du Prix Silver Slugger (arrêt-court) en 2006
- Joueur du mois de la ligue nationale en avril 2007
- Meilleur total de buts volés par un joueur de Mets de New York (78 en 2007)
- Match des étoiles de la Ligue majeure de baseball : 2006, 2007, 2010

## Statistiques
| Saison | Équipe  | G   | AB   | R   | H    | 2B  | 3B | HR | RBI | SB  | BA    |
| ------ | ------- | --- | ---- | --- | ---- | --- | -- | -- | --- | --- | ----- |
| 2003   | NY Mets | 69  | 274  | 47  | 84   | 12  | 4  | 5  | 32  | 13  | 0,307 |
| 2004   | NY Mets | 53  | 220  | 33  | 56   | 16  | 2  | 2  | 14  | 19  | 0,255 |
| 2005   | NY Mets | 161 | 696  | 99  | 190  | 24  | 17 | 7  | 58  | 60  | 0,273 |
| 2006   | NY Mets | 153 | 647  | 122 | 194  | 30  | 17 | 19 | 81  | 64  | 0,300 |
| 2007   | NY Mets | 160 | 681  | 119 | 191  | 36  | 12 | 12 | 57  | 78  | 0,280 |
| 2008   | NY Mets | 159 | 688  | 113 | 204  | 37  | 19 | 16 | 68  | 56  | 0,297 |
| 2009   | NY Mets | 36  | 147  | 18  | 41   | 7   | 2  | 2  | 15  | 11  | 0,279 |
| 2010   | NY Mets | 133 | 563  | 83  | 159  | 29  | 10 | 11 | 54  | 30  | 0,282 |
| Totaux | Totaux  | 924 | 3916 | 634 | 1119 | 191 | 83 | 74 | 379 | 331 | 0,286 |

| Saison | Équipe  | G  | AB | R | H  | 2B | 3B | HR | RBI | SB | BA    |
| ------ | ------- | -- | -- | - | -- | -- | -- | -- | --- | -- | ----- |
| 2006   | NY Mets | 10 | 44 | 7 | 11 | 1  | 1  | 1  | 5   | 3  | 0,250 |
| Totaux | Totaux  | 10 | 44 | 7 | 11 | 1  | 1  | 1  | 5   | 3  | 0,250 |

Note : G = Matches joués ; AB = Passages au bâton; R = Points ; H = Coups sûrs ; 2B = Doubles ; 3B = Triples ; 
HR = Coup de circuit ; RBI = Points produits ; SB = Buts volés ; BA = Moyenne au bâton.